# Шаховский, Виктор Иванович
Виктор Иванович Шаховский (9 января 1939 — 26 января 2022) — советский и российский лингвист, доктор филологических наук, профессор.

## Биография
Родился в городе Николаевске (Волгоградская область), в 1963 году окончил Волгоградский педагогический институт, а затем в течение трех лет работал учителем иностранных языков в Приморской средней школе. После этого обучался в аспирантуре при Московском педагогическом институте им. Н. К. Крупской, в 1969 году защитил кандидатскую диссертацию «Некоторые способы выражения эмотивно-субъективной оценки в сфере имен существительных современного английского языка».
После защиты диссертации приступил к работе в качестве преподавателя в Волгоградском педагогическом институте. Проходил стажировку в Кембриджском университете. Заведующий кафедрой второго иностранного языка с 1974 года по 1984 год, заведующий кафедрой языкознания с 1989 года.
В 1988 году защитил докторскую диссертацию «Категоризация эмоций в лексико-семантической системе: на материале английского языка». Ученое звание доцента ему присвоено в 1974 году, профессора — в 1990 году.
В период с 1 октября 2003 года по 31 августа 2005 года работал в Волгоградском государственном университете. Является основателем и руководителем одной из школ, занимающейся проблемами эмотивности языка, речи и текста. Автор более 375 публикаций, участвовал во многих международных симпозиумах.
Награды: знак Министерства просвещения СССР «За отличные успехи»; грамота МП СССР; звание «Заслуженный деятель науки РФ» (1999); почетные знаки ВГПУ (бронзовый, серебряный); почетный доктор ВГПУ.
Умер 26 января 2022 года.

## Основные публикации
- Эмотивный компонент значения и методы его описания : учеб. пособ. к спецкурсу. — Волгоград : ВГПИ, 1983;
- Категоризация эмоций в лексико-семантической системе языка : [монография]. — Воронеж : Воронеж. гос. университет, 1987; Lexikalische Bedeutung und Konnotation // Zeitschrift für Phonetik, Sprachwissenschaft und Kommunikationsforschung. — Berlin, 1987;
- Emotional level of human communication // Bridging Cultures : сб. науч. ст. — USA (Ramapo), 1996;
- О переводимости эмотивных смыслов художественного текста // Перевод и коммуникация. — Москва, 1997;
- Текст и его когнитивно-эмотивные метаморфозы : (межкультурное понимание и лингвоэкология). — Волгоград : Перемена, 1998. — Соавт.: Ю. А. Сорокин, И. В. Томашева; The Russian Language Personality and its Neologisms in Emotional Communicative Situations // Imagination, Cognition and Personality. — USA, 2000;
- Die Amerikanisierung Russlands und seiner Sprache (монография). // Angloamerikanisches in der russischen Gesellschaft sowie Wirtschafts undAllgemeinsprache. — Band 6 : Freiberger Beiträger: zum Einfluss der Angloamerikanischen Sprache und Kultur auf Europa. — Frankfurt, 2000;
- Лингвистика эмоций // Филологические науки. — 2007;
- Лингвистическая теория эмоций. — М. : Гнозис, 2008;
- Стилистика английского языка = English Stilistics : учеб. пособ. — М. : Изд-во ЛКИ, 2008;
- Категоризация эмоций в лексико-семантической системе языка : [монография]. — Москва : Либроком, 2009;
- Эмоции : долингвистика, лингвистика, лингвокультурология. — М. : URSS, 2009;
- Язык и эмоции в аспекте лингвокультурологии: учеб. пособ. по дисциплинам по выбору «Язык и эмоции» и «Лингвокультурология эмоций» для студ., магистрантов и асп. Ин-та иностр. яз. Волгогр. гос. пед. ун-та — 3-изд., расшир., доп. — Волгоград : Перемена, 2009;
- Унижение языком // Стратегия России. — 2009.